# Madelyn Rodríguez
Madelyn Andrea Rodríguez Rosario, född 26 mars 2000, är en dominikansk taekwondoutövare.

## Karriär
I november 2017 tog Rodríguez guld i 62 kg-klassen vid bolivarianska spelen i Santa Marta efter att ha besegrat colombianska Alba Gómez i finalen. I juli 2018 tog hon brons i 62 kg-klassen vid centralamerikanska och karibiska spelen i Barranquilla. I juli 2019 tävlade Rodríguez i 67 kg-klassen vid panamerikanska spelen i Lima, där hon blev utslagen i kvartsfinalen av kanadensiska Ashley Kraayeveld.
I juli 2022 tog Rodríguez silver i 67 kg-klassen vid bolivarianska spelen i Valledupar efter en finalförlust mot chilenska Claudia Gallardo. I november 2022 tävlade Rodríguez i 67 kg-klassen vid VM i Guadalajara, där hon blev utslagen i sextondelsfinalen av spanska Cecilia Castro.
I juli 2023 var Rodríguez en del av Dominikanska republikens lag som tog silver i lagtävlingen vid centralamerikanska och karibiska spelen i San Salvador. I oktober 2023 tog hon guld tillsammans med Katherine Rodríguez och Mayerlin Mejía i lagtävlingen vid panamerikanska spelen i Santiago.